# Friedrich Viermann
Friedrich Carl Ferdinand Viermann werkte tijdens de Tweede Wereldoorlog voor de Sicherheitsdienst (SD) met Noord-Holland als werkgebied.
Na afloop van de oorlog is hij tot 7 jaar gevangenisstraf veroordeeld, onder meer wegens Silbertanne acties, vervoeren van gevangenen naar executies, het leiden van executies en het uitvoeren van arrestaties.